# مايكل بلاكسون
مايكل بلاكسون (بالإنجليزية: Michael Blackson)‏ هو ممثل وكوميدي غاني - أمريكي - ليبيري

## وصلات خارجية
مايكل بلاكسون على موقع IMDb (الإنجليزية)